# Монеты султаната Могадишо
Султанат Могадишо в средневековье производил монеты, использовавшиеся и за его пределами.

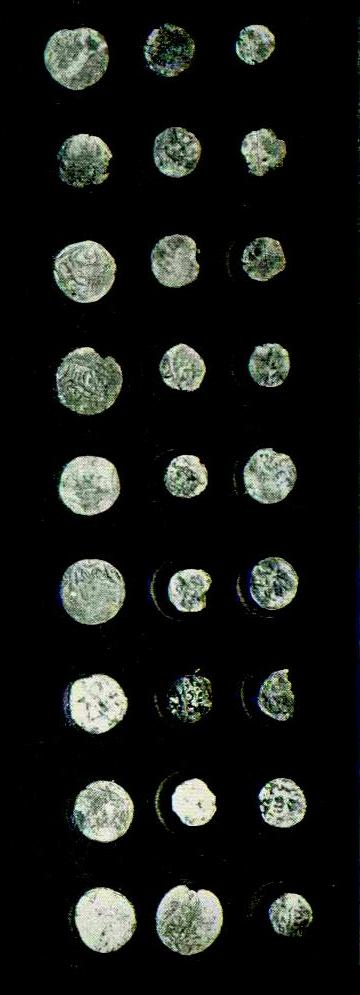
Монеты султаната Могадишо

## Обзор
Чтобы облегчить региональную торговлю, султанат Могадишо начал делать собственные монеты, что привело к его усилению в экономическом отношении. На монетах указывались имена султанов. Некоторые монеты Могадишо также перенимали стиль державы Фатимидов и Османской империи. Государство Аджуран имело собственные монеты и также использовало монеты, первоначально чеканившиеся султанатом Могадишо, который позже станет частью Аджуранской империи в XIII веке.
Монеты Могадишо использовались также в других странах. Некоторые найдены даже на территории современных Объединенных Арабских Эмиратов, где на выкопанной монете было имя сомалийского султана XV века Али Юсуфа. В ходе трех археологических экспедиций в Варшейхе между 1920 и 1921 годами Энрико Черулли также обнаружил монеты средневековых султанов Могадишо. Они были переданы на хранение в Восточную школу университета Сапиенца, но позже потеряны во время Второй мировой войны. По словам Черулли, подобные монеты были найдены в деревне Мос (Моос), расположенной примерно в 14 км к северо-западу от Варшейха. Фримен-Гренвилл в 1963 году также сообщает об ещё одной находке старинных монет. Во время раскопок в Ираке в 1971 году обнаружен кусок меди с именем султана Могадишо Али ибн Юсуфа. Бронзовые монеты султанов Могадишо также были найдены в Белиде недалеко от Салалы в Дофаре.
В отличие от христианского Аксума, из-за религиозного запрета правители не могли помещать на монеты свои изображения, поэтому их облик неизвестен.
По словам Юрия Кобищанова, в XVI—XVII веках лишь в Могадишо, единственном месте Африки южнее Сахары, выпускались собственные серебряные и медные монеты.